# Удинськ (Бурятія)
Удинськ (рос. Удинск) — село Хоринського району, Бурятії Росії. Входить до складу Сільського поселення Удінське.
Населення — 719 осіб (2015 рік).